# Císařský kámen (mikroregion)
Císařský kámen je dobrovolný svazek obcí v okresu Jablonec nad Nisou a okresu Liberec, jeho sídlem je Rádlo a jeho cílem je vzájemná spolupráce a koordinace činností v oblasti rozvoje regionu. Sdružuje celkem 3 obce a byl založen v roce 1999. Název mikroregionu byl zvolen podle Císařského kamene, názvu význačného vrchu v regionu.
Mikroregion se zaměřuje na rozvoj obcí a místní turistiky. Významným úspěchem jeho snah je vybudování rozhledny na Císařském kameni.

## Obce sdružené v mikroregionu
- Rádlo
- Dlouhý Most
- Šimonovice